# Hradiště (České Lhotice)

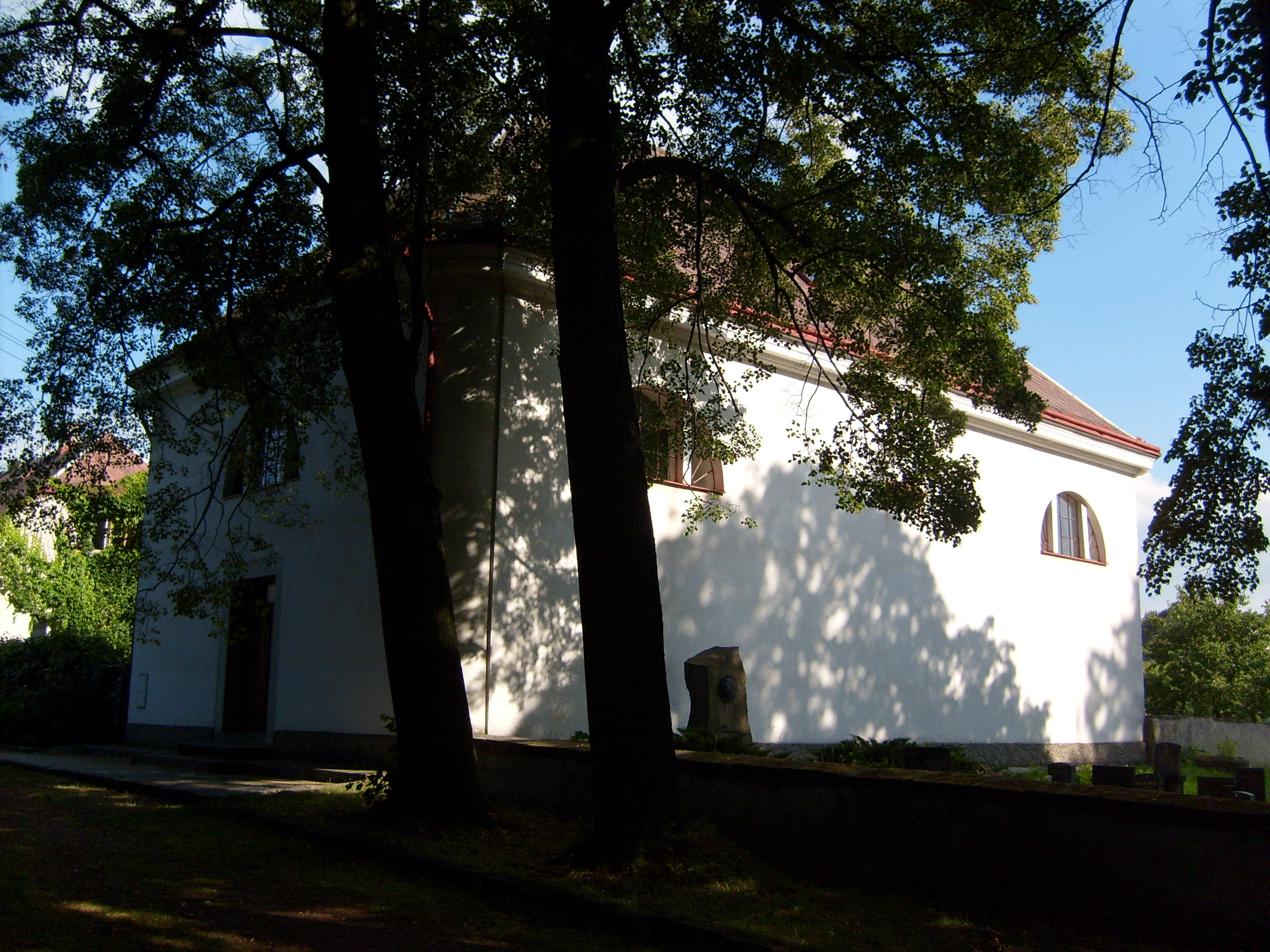
Toleranzkirche

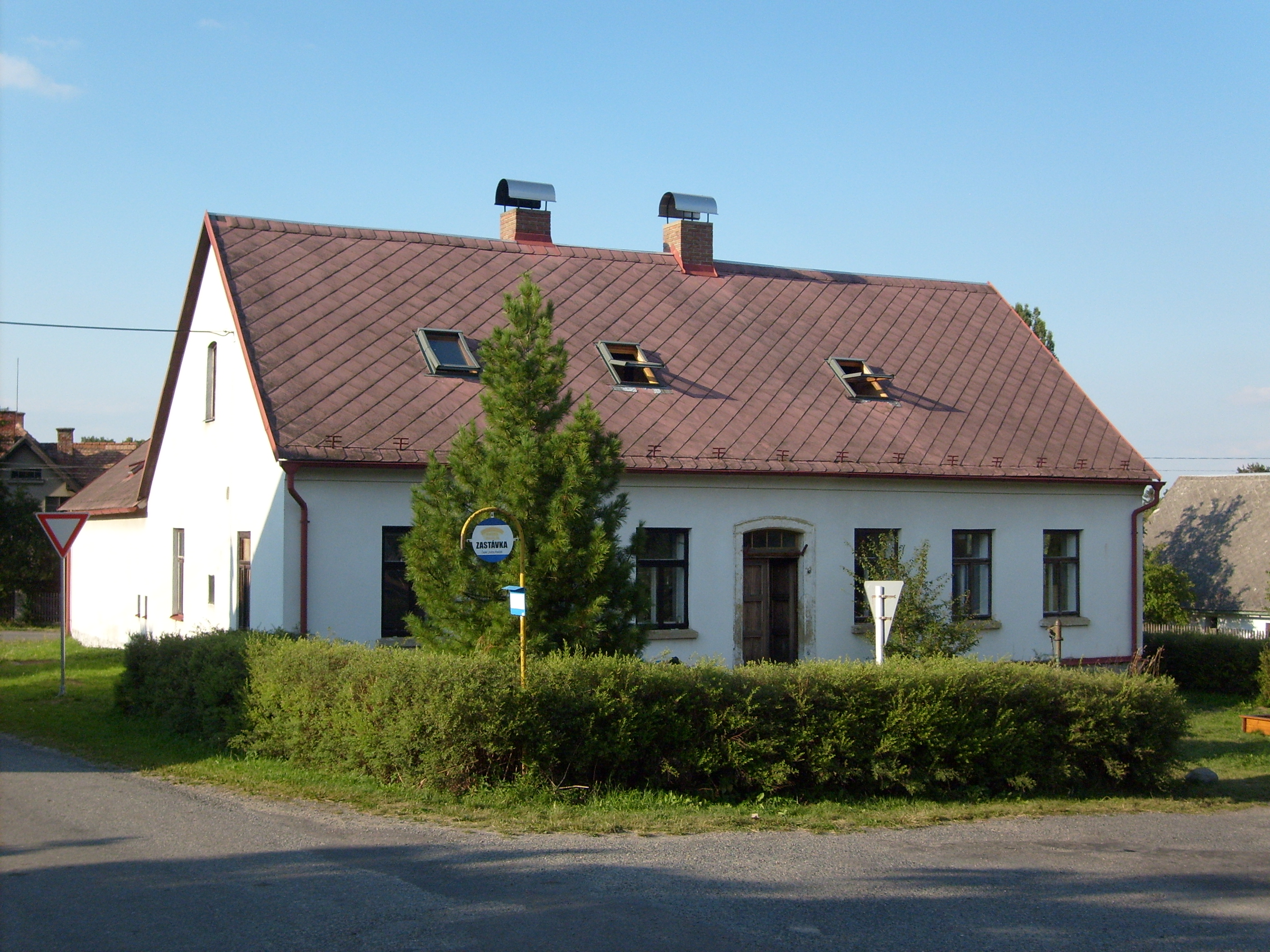
Ehemalige evangelische Schule

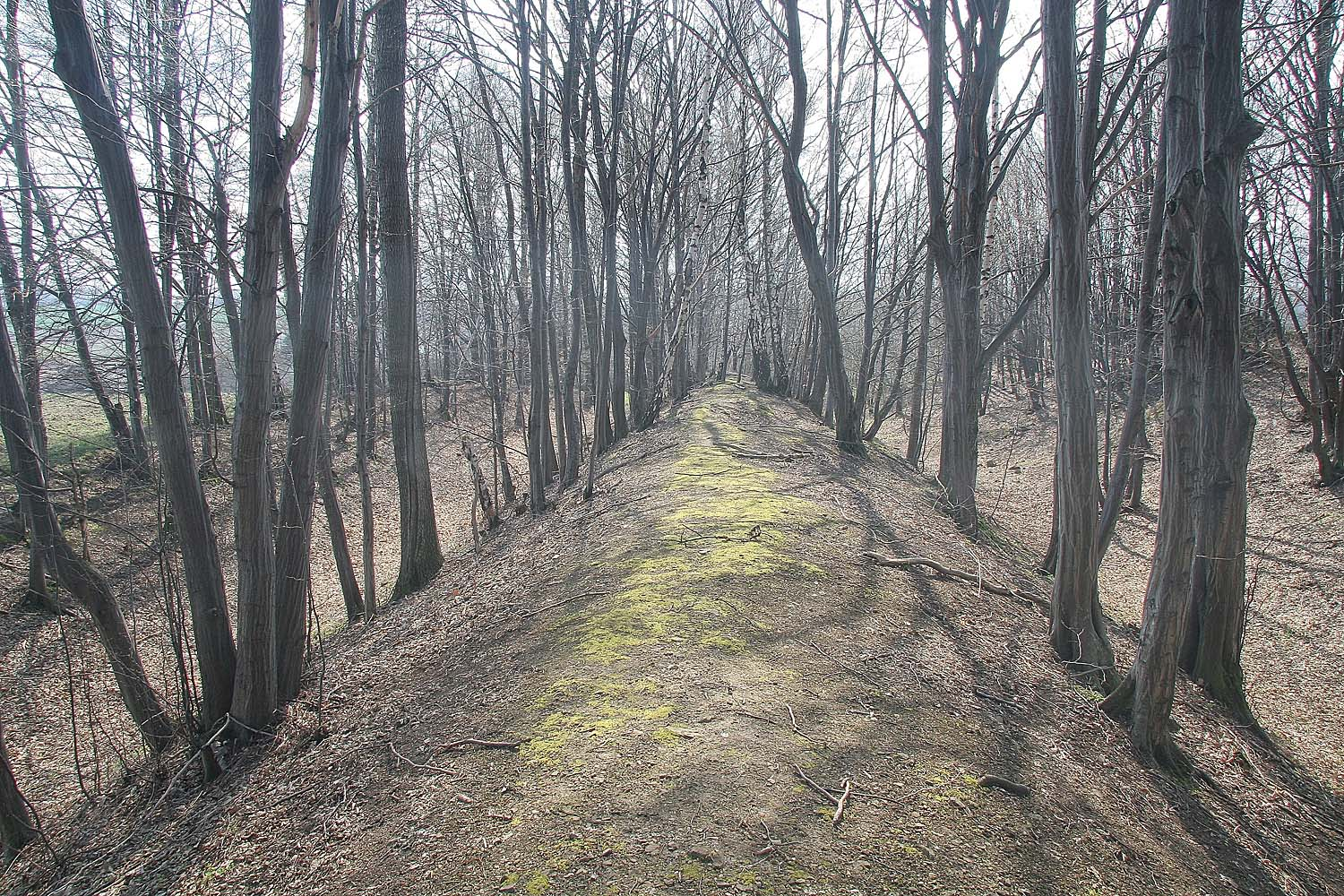
Wall des Oppidums

Hradiště (deutsch Hradischt, 1939–45 Radisch) ist ein Ortsteil der Gemeinde České Lhotice in Tschechien. Er liegt zwei Kilometer nordwestlich von Nasavrky und gehört zum Okres Chrudim.

## Geographie
Hradiště befindet sich im Eisengebirge (Železné hory) auf dem Gebiet des Landschaftsschutzgebietes CHKO Železné hory im Quellgebiet des Baches Hradišťský potok. Nördlich erstreckt sich die Krkanka – ein tief eingeschnittenes bewaldetes Tal der Chrudimka –, dahinter erhebt sich die Na Vyhlídce (452 m n.m.). Auf dem an drei Seiten von der Chrudimka umflossenen Sporn nordwestlich des Dorfes befinden sich die Reste des Oppidums Hradiště. Im Westen liegt der Stausee Křižanovice I, gegen Osten das Tal des Debrný potok.
Nachbarorte sind Slavice, Mešiny und Výškov im Norden, Práčov, Radochlín, V Limbu, Liština und Libáň im Nordosten, Drahotice, Obořice und Ochoz im Osten, Nasavrky im Südosten, Hodonín und České Lhotice im Süden, Vedralka im Südwesten, Kopáčov, Mezisvětí 2. díl und Mezisvětí 1. díl im Westen sowie Křižanovice im Nordwesten.

## Geschichte
Im 2. Jahrhundert v. Chr. bestand auf dem an drei Seiten von der Chrudimka umflossenen Sporn ein bedeutsames keltisches Oppidum.
Hradiště wurde wahrscheinlich zum Ende des 1. Jahrtausends gegründet. Im 12. Jahrhundert gelangte die Gegend an das Benediktinerkloster Wilmzell. Die erste schriftliche Erwähnung von Hradisstie erfolgte im Jahre 1329, als der Wilmzeller Abt Jaroslav und der Prior Všeslav den Bojanover Sprengel mit Ausnahme von Křižanovice an Heinrich von Lichtenburg überließen. Der Bojanover Sprengel kam damit unter die Verwaltung der Lichtenburg und im 15. Jahrhundert zu den Gütern der Burg Oheb. Im Jahre 1564 wurden die Güter der wüsten Burg Oheb an die Herrschaft Seč angeschlossen. 1628 verkaufte Johann Záruba von Hustířan die Herrschaft Seč mit Bojanov an den kaiserlichen Oberstleutnant Franz de Cuvier, der sie mit seiner Herrschaft Nassaberg vereinigte. Die meisten Bewohner von Hradiště und der umliegenden Orte blieben auch trotz Gegenreformation und Verfolgung bei ihrem helvetischen Bekenntnis. Die Gottesdienste wurden an geheimen Orten abgehalten. Nach dem Josephinischen Toleranzpatent bildete sich 1783 in Hradiště eine helvetische Gemeinde. Das erste hölzerne Bethaus wurde 1787 geweiht. Das neue evangelisches Pfarrhaus war 1835 fertiggestellt.
Im Jahre 1835 bestand das im Chrudimer Kreis gelegene Dorf Hradischt bzw. Hradisstě aus 18 Häusern, in denen 133 Personen, darunter 17 protestantische Familien, lebten. Im Ort gab es ein helvetisches Bethaus und Pastorat. Katholischer Pfarrort war Nassaberg. In den Jahren 1842–1847 wurde anstelle des alten Bethauses eine gemauerte Toleranzkirche errichtet. Bis zur Mitte des 19. Jahrhunderts blieb Hradischt der Herrschaft Nassaberg  untertänig.
Nach der Aufhebung der Patrimonialherrschaften bildete Hradiště ab 1849 einen Ortsteil der Gemeinde České Lhotice im Gerichtsbezirk Nassaberg. Ende 1860 wurde neben der Kirche der evangelische Friedhof geweiht. In den Jahren 1861–1862 erfolgte der Bau der evangelischen Schule. Ab 1868 gehörte das Dorf zum politischen Bezirk Chrudim. 1869 hatte Hradiště 143 Einwohner. Im Jahre 1900 lebten in dem Dorf 142 Personen, 1910 waren es 138. Nach der Gründung der Tschechoslowakei entstanden im Stříbrná řeka genannten Chrudimkatal zahlreiche Trampsiedlungen. Zwischen 1948 und 1954 wurde die Chrudimka unterhalb des Oppidums mit der Talsperre Křižanovice I, die die Städte Pardubice und Chrudim im Trinkwasser versorgt, aufgestaut; die Siedlung U řeky wurde dabei aufgelöst und überflutet. Im Jahre 2001 lebten in den 19 Wohnhäusern von Hradiště 38 Personen.

## Gemeindegliederung
Der Ortsteil Hradiště ist Teil des Katastralbezirks České Lhotice.

## Sehenswürdigkeiten und Kultur
- Evangelische Toleranzkirche, erbaut 1842–1847
- Jan-Hus-Gedenkstein
- Stausee Křižanovice I, die zwischen 1948 und 1954 errichtete Talsperre dient der Trinkwasserversorgung.
- Oppidum Hradiště
- Keltenlehrpfad, der Rundweg führt von Nasavrky über České Lhotice und Hradiště zum Oppidum und zum Hradišťský vodopád.
- Aussichtsturm Boika auf der Anhöhe südlich von Hradiště, errichtet 2006. Die nach den Boiern benannte Holzkonstruktion hat eine Höhe von 14,5 m; die Aussichtsplattform liegt in 11 m Höhe.[3]
- Naturreservat Krkanka im Tal der Chrudimka nördlich des Dorfes. Dort befindet sich auch der Hradišťský vodopád (Wasserfall von Hradiště).